# Любавина, Нина Ивановна
Нина Ивановна Любавина (род. 16 июля 1956 года, Москва, РСФСР, СССР) — советский и российский художник-график, член-корреспондент Российской академии художеств (2018).

## Биография
Родилась 16 июля 1956 года в Москве.
В 1976 году — окончила Московское художественное училище памяти 1905 года у Б. Маленковского, В. Пастухова, М. Петрова; в 1984 году — окончила Московский полиграфический институт у А. Васнецова, Н. Гончаровой.
С 1995 года — член Союза художников России, с 2007 года — член Союза журналистов России, с 2015 года — член Московского Союза художников.
С 2009 года — член Творческой комиссии по эстетическому воспитанию детей и юношества ВТОО «Союз художников России».

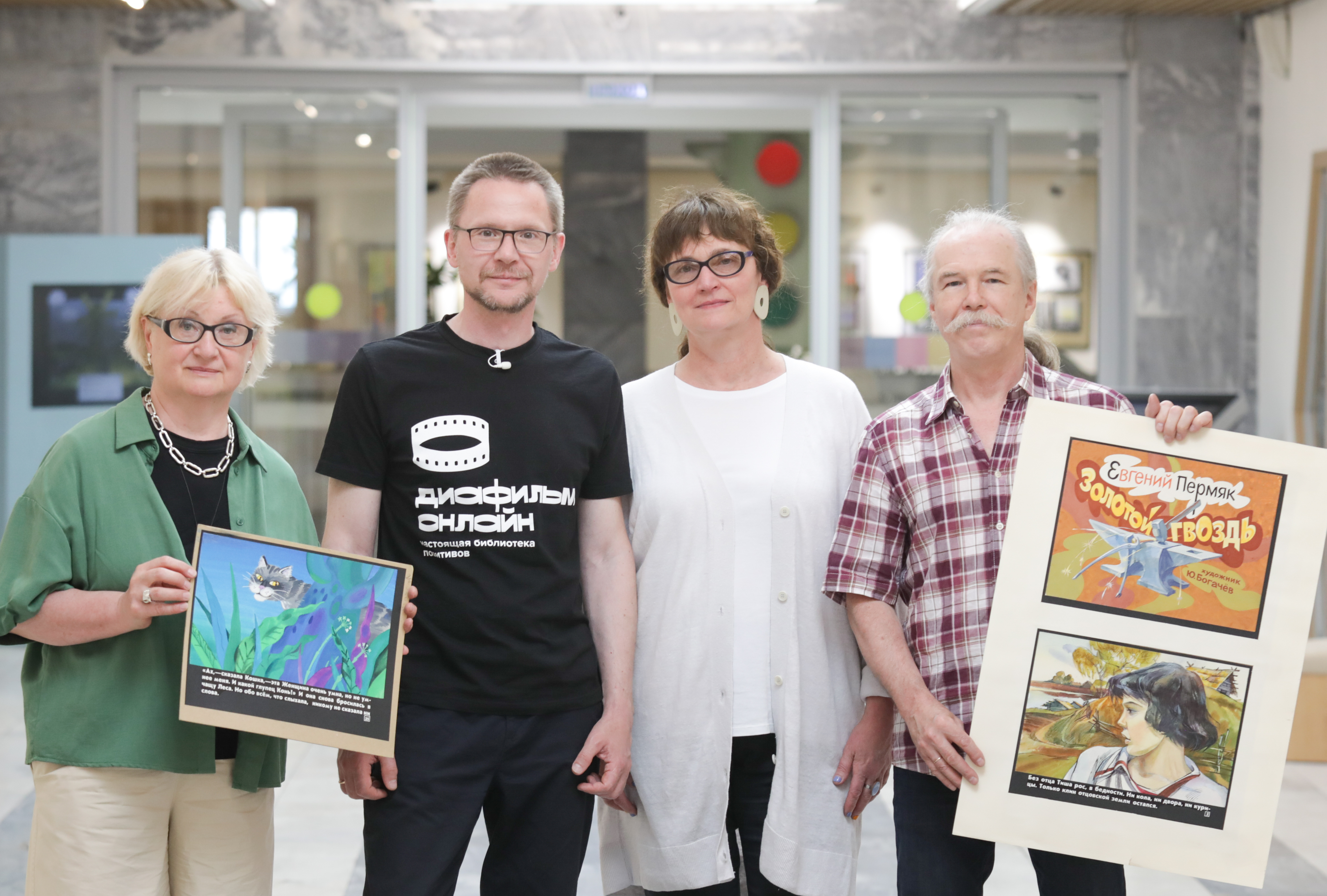
Художник-иллюстратор Нина Любавина (слева), заместитель директора РГДБ Илья Гавришин, художник-иллюстратор Ольга Монина, художник-иллюстратор Юрий Богачев в Российской государственной детской библиотеке

В 2018 году — избрана членом-корреспондентом Российской академии художеств от Отделения графики.
Основные произведения: графические серии — «Русский лубок» (1996—2009 гг., офорт), «Семейный портрет» (2006—2008 гг., офорт), «Простые вещи» (2002 г.), «Сны и сновидения» (2001—2004 гг.), «Русская пословица» (2000—2003 гг.), «Лубяной коробок» (2012—2019 гг., б., тушь).
Произведения хранятся в отделе гравюр Российской Государственной библиотеки, Серпуховском историко-художественном музее, Государственном центральном театральном музее имени А. А. Бахрушина, Московском государственном музее лубка и наивного искусства, частных коллекциях в России и за рубежом.